# 浅原体験村
浅原体験村（あさばらたいけんむら）は、群馬県みどり市大間々町浅原にある市民農園を中心とした農業体験型施設（観光農園）。開業当初は、総合公園（農業公園）と謳っていた。

## 概要
野菜や果物栽培などの農業体験を通して、都市と農村が交流し、地域振興を図る目的として、1996年（平成8年）に旧山田郡大間々町（現・みどり市）、JA、地元住民による出資で第三セクター・有限会社浅原体験村が設立、共用開始。指定管理者を同社が担当している。
施設内には、貸し農園のほかにコテージやバーベキュー棟、遊具（丸太吊り橋）などを備え、石臼挽きの手打ち蕎麦を味わえる蕎麦処食堂「みどりの館」、蕎麦打ち体験棟「つどいの館」も立地。
当施設の特色としては、グリーンツーリズムの一環として、蕎麦の栽培から蕎麦打ち体験までを楽しんでもらえるよう体験イベント「そばオーナー制度」を行っている。

## 営業時間・休園日
- 営業時間
  - 午前9時 - 午後5時（食堂は11:00〜14:00（土・日曜、祝日は14：30））
- 休園日
  - 毎週水曜日（ただし祝日の場合はその翌日）、年末年始（12月30日〜1月4日）

## 主な施設
- みどりの館（管理棟・食堂）
- つどいの館（蕎麦打ち体験施設）
- バーベキュー棟
- 貸し農園・ビニールハウス
- 四阿
- 駐車場（駐車場を利用してピックルボールやモルックの遊戯エリアが設営されることもある[7]。）
- コテージ5棟
  - あじさい
  - ひまわり
  - コスモス
  - さざんか
  - さくら

## アクセス
- わたらせ渓谷鉄道「大間々駅」から車で11分。
- 東武桐生線・上毛電鉄「赤城駅」から車で14分。
- みどり市「電話でバス」「浅原体験村」停留所下車。